# 거여초등학교
거여초등학교(巨餘初等學校)는 대한민국 경상북도 영천시에 있는 공립 초등학교이다.

## 학교 연혁
- 1959년 4월 20일 금호국민학교 거여분교장
- 1960년 9월 21일 개교

## 참고 자료
- 거여초등학교 - 한국교육학술정보원 학교알리미